# Gran Torino
Gran Torino is een Amerikaanse dramafilm uit 2008 onder regie van Clint Eastwood, die zelf ook de hoofdrol speelt. De titel verwijst naar het autotype Ford Gran Torino Sport, waarvan hoofdpersonage Walt Kowalski er een bezit.
Het ook Gran Torino getitelde lied uit de soundtrack werd genomineerd voor een Golden Globe. Meer dan tien andere prijzen werden daadwerkelijk aan de film toegekend, waaronder de National Board of Review Awards voor beste script en beste acteur (Eastwood) en zowel de Franse César, de Italiaanse Premi David di Donatello, de Japanse Academy Award als de Japanse Blue Ribbon Award voor beste buitenlandse film.

## Verhaal
Walt Kowalski (Clint Eastwood) is een norse Amerikaanse Korea-veteraan van Poolse afkomst die zijn oude dag doorbrengt in de buurt waar hij opgroeide in Detroit. Zijn vrouw Dorothy is net overleden. Zij was alles voor hem, want alle andere mensen kunnen hem gestolen worden. Ze irriteren hem vooral door hun vrijpostigheden en hun in zijn ogen respectloze omgangsvormen. Walt heeft ook geen goede band met zijn kinderen en kleinkinderen, die hem vooral lijken te bezoeken om daar zelf voordeel uit te halen. Walts kleindochter Ashley (Dreama Walker) vraagt hem dan ook rechtuit of ze zijn perfect onderhouden Gran Torino '72 mag hebben wanneer hij sterft. Hij geeft niet eens antwoord, maar draait om en loopt weg. Walt hecht nog de meeste waarde aan het gezelschap van zijn hond Daisy, die hij al jaren heeft. Van zijn walging voor anderen maakt hij geen geheim. Als ze daar de minste aanleiding toe geven, vertelt hij ze zonder beleefdheidsvormen en recht in hun gezicht hoe hij over zaken denkt. Zijn buurtgenoten storen hem sowieso mateloos, want ze bestaan meer en meer uit Aziatische families die hem herinneren aan de Koreanen waartegen hij jaren vocht in de oorlog.
Het huis naast dat van Walt wordt bewoond door de eveneens Aziatische Vu (Brooke Chia Thao), haar dochter Sue Lor (Ahney Her) en jongere zoon Thao Vang Lor (Bee Vang). Thao is een bedeesde jongen die zijn familie zo behulpzaam mogelijk probeert te zijn door te helpen in de tuin en met afwassen. Door zijn cultuurgenoten wordt hij daarom alleen vooral gezien als onmannelijk. Zijn oudere neef 'Spider' Fong (Doua Moua) probeert hem met dwang in zijn criminele jeugdbende te krijgen. Thao verzet zich lang, maar bezwijkt op zeker moment onder de druk en krijgt als eerste opdracht Walts Gran Torino stelen. Walt betrapt hem echter daarbij die nacht en jaagt de jongen met een geweer zijn garage uit. Thao bedenkt zich daarom andermaal en wil niets meer te maken hebben met Spiders jeugdbende. Spider en zijn bendeleden accepteren alleen geen nee en willen Thao met geweld uit zijn voortuin en in hun auto trekken. In de worsteling komen ze terecht in Walts tuin. Die haalt opnieuw zijn geweer, zegt dat de jongens Thao los moeten laten en moeten maken dat ze wegkomen. Ze proberen Walt nog te intimideren, maar Walt knippert daarvan niet met zijn ogen. Hij heeft niets met zijn buren, maar in zijn tuin heeft niemand iets te zoeken.
Wanneer Walt de volgende dag zijn voordeur open doet, is de hele Aziatische gemeenschap bezig bloemen en lekkernijen voor zijn deur te zetten uit dank voor het redden van Thao. Hij wil er eigenlijk niets van weten en met rust gelaten worden, maar heeft geen keus. De mensen volharden in hun traditie. Thao wordt door zijn familie ook gedwongen om zijn excuses aan te bieden aan Walt voor het proberen te stelen van zijn auto. 's Middags ziet Walt vanuit zijn auto hoe een groepje jongeren Sue lastigvalt. Sue bijt stevig van zich af en geeft een grote mond terug, maar als ze handtastelijk worden, komt Walt zich ermee bemoeien. Hij toont zich absoluut niet onder de indruk van de machopraat van de jongens en laat Sue in zijn auto stappen zodat hij haar veilig thuis kan brengen. Van haar krijgt hij te horen dat zij en haar familie behoren tot de Hmong. Haar voorouders waren tijdens de oorlog niet zijn vijanden, maar vochten juist aan de kant van de Verenigde Staten. Daarom zijn de Hmong in groten getale naar Amerika geëmigreerd toen de communisten de overhand kregen in hun thuislanden en ze daar hun leven niet meer zeker waren. 's Middags ziet Walt thuis vanuit zijn raam hoe de overbuurvrouw haar boodschappen op straat laat vallen. Verschillende jongeren lopen haar grappen makend voorbij, maar Thao steekt over en helpt haar de spullen op te rapen en naar binnen te brengen. Wanneer Sue hem komt uitnodigen om bij haar thuis mee te komen eten van de barbecue, wil Walt eigenlijk niet, maar omdat het bier in zijn koelbox op is, gaat hij toch mee. Hij leert van Sue over hun gebruiken, zoals dat een Hmong nooit aangeraakt mag worden aan zijn hoofd, zelfs niet om een kind een aai te geven. Zij geloven dat daar de ziel huist. De Hmong kijken elkaar niet in de ogen omdat dat als grof wordt gezien. Walt vindt het allemaal belachelijk, maar hun eten vindt hij tot zijn verrassing heerlijk. Hij vermaakt zich opperbest aan tafel met verschillende Hmong-vrouwen, die lekkernijen op zijn bord blijven scheppen. Sjamaan Kor Khue (Xia Soua Chang) wil hem graag spreken. Hij 'ziet' dat Walt al heel lang een geheim met zich meedraagt dat hij zichzelf niet kan vergeven en weinig geluk in zijn leven kent. Walt concludeert aan het eind van de dag dat hij meer gemeen heeft met de Hmong dan met zijn eigen familie.
Walt stapt de volgende dag zijn voordeur uit en ziet dat er vanuit de hele buurt nog steeds Hmong bloemen en eten brengen. Vu vertelt hem dat Thao boete moet doen voor zijn daad en daarom een tijd voor hem moet werken. Walt voorziet graag in zijn eigen onderhoud en heeft niets te doen voor Thao. Weigeren wordt bij de Hmong alleen gezien als een belediging. Daarom laat Walt Thao klusjes doen aan de huizen van de andere Hmong in de straat om die wat op te knappen. Hij krijgt waardering voor de jongen wanneer hij ziet met hoeveel inzet hij doet wat er van hem gevraagd wordt. Walt blijft de buren - nu geheel uit vrije wil - bezoeken. Van Thao hoort hij dat hij wel meer wil doen met zijn leven, maar dat het zijn familie daarvoor aan geld ontbreekt. Daarom gaat Walt hem helpen. Hij wil dat de jongen zich mannelijker gaat gedragen door voor zichzelf op te komen en eindelijk Youa (Choua Kue) eens uit te vragen. Hij helpt Thao ook aan een baantje op de bouw. Thao mag daar Walts gereedschap lenen totdat hij genoeg heeft verdiend om zijn eigen spullen te kopen.
Thao doet zijn best op de bouwplaats, maar de Hmong-jeugdbende laat hem niet met rust. Ze drukken een sigaret uit op zijn wang omdat hij weigert aan ze toe te geven. Thao zegt Walt zich er niet mee te bemoeien, maar die gaat op eigen houtje naar het huis van bendelid Smokey (Sonny Vue) en trapt hem in elkaar. De bende neemt wraak door vanuit de auto het huis van Thao en Vu te doorzeven met kogels. Walt haast zich naar ze toe en ziet dat ze ongedeerd zijn, maar dan komt Sue thuis. Ze is verkracht en in haar gezicht zwaar verwond tijdens de mishandeling. Walt krijgt daarom voor de zoveelste keer pastoor Janovich (Christopher Carley) over de vloer. Hij vraagt Walt geen gekke dingen te gaan doen en Walt laat hem merken dat hij hem voor het eerst serieus neemt, maar het blijft voor beiden duidelijk dat Walt op iets broedt. Thao wil ook wraak en wil met Walt en vuurwapens de rekening gaan vereffenen. Walt sluit Thao alleen op in zijn kelder en zegt hem dat het niet zijn plaats is om dingen te doen die hem de rest van zijn leven zullen achtervolgen. Hij heeft nog een heel leven en alle kansen voor zich. Walt heeft daarentegen in Korea al mensen gedood, inclusief één jongen van wie hij altijd spijt heeft gehad. Die kwam zich ongewapend overgeven, maar in een vlaag van verstandsverbijstering schoot Walt hem dood.
Walt brengt Daisy naar Sue's oma in de voortuin en rijdt naar het huis van Smokey, waar hij in de voortuin gaat staan. De rest van de bende is bij hem in huis. Walt vertelt luidkeels uit wat ze hebben gedaan en dat hij ervan walgt ze dat nota bene eigen familie aandoen. Door het kabaal dat hij maakt, komt de rest van de buurt bij hun ramen kijken wat er aan de hand is. Wanneer Walt zichzelf daarvan verzekerd heeft, grijpt hij provocerend naar zijn binnenzak. De bendeleden zien dit en doorzeven hem met kogels. Walt valt dood neer met in zijn hand een zippo-aansteker, in plaats van een pistool. Wanneer de politie arriveert, verzekeren ze Vu, Sue en Thao dat de bendeleden lang de gevangenis in moeten voor de moord. Hun daad is door tal van ooggetuigen gezien en Walt was totaal ongewapend. Sue en Thao hebben door hem een stuk meer ruimte gekregen een toekomst voor zichzelf op te bouwen. Voor Walt liep het leven sowieso ten einde. Hij was niet alleen oud en eenzaam, maar had ook een oproep van het ziekenhuis gekregen om te worden opgenomen. Hij hoestte al tijden bloed op en de uitslag van een onderzoek hiernaar was slecht. Walts zonen, schoondochters en kleinkinderen komen naar de voorlezing van Walts testament om te horen hoe zijn nalatenschap verdeeld moet worden. Walt blijkt zijn huis na te laten aan de kerk, omdat Dorothy dat graag wilde. Zijn Gran Torino gaat naar Thao, op voorwaarde dat hij er goed voor zorgt en belooft de auto niet op te pimpen. Zijn familie kan met lege handen naar huis.

## Rolverdeling
| Acteur             | Personage                    |
| ------------------ | ---------------------------- |
| Clint Eastwood     | Walt Kowalski                |
| Christopher Carley | Pastoor Janovich             |
| Bee Vang           | Thao Vang Lor                |
| Ahney Her          | Sue Lor                      |
| Brian Haley        | Mitch Kowalski               |
| Geraldine Hughes   | Karen Kowalski               |
| Brian Howe         | Steve Kowalski               |
| Dreama Walker      | Ashley Kowalski              |
| Brooke Chia Thao   | Vu Lor, Thao en Sue's moeder |
| Chee Thao          | Oma Vang Lor                 |
| Alice Lor          | Hmong kleindochter           |
| Choua Kue          | Youa ("Yum Yum")             |
| Doua Moua          | Fong 'Spider'                |
| Sonny Vue          | Smokie                       |
| Xia Soua Chang     | Kor Khue                     |
| John Carroll Lynch | Martin de kapper             |
| William Hill       | Tim Kennedy                  |
| Scott Eastwood     | Trey                         |
| Cory Hardrict      | Duke                         |
| Nana Gbewonyo      | Monk                         |
| Arthur Cartwright  | Prez                         |
| Julia Ho           | Dr. Chu                      |
| Marty Bufalini     | Notaris                      |
| ?                  | Daisy, Walts labrador        |

## Trivia
- Wanneer Sue op straat wordt lastiggevallen door een Afro-Amerikaans groepje jongens, is ze in het bijzijn van de jongen Trey. Walt stuurt hem weg en voegt hem toe dat hij zich waardeloos gedraagt door amper voor Sue op te komen. Deze Trey is in realiteit Eastwoods eigen zoon Scott, die ook te zien is in de ook door Eastwood geregisseerde films Flags of Our Fathers (2006) en Invictus (2009).